# Tour de Vineyards
Tour de Vineyards – wyścig kolarski rozgrywany co roku w okolicach Richmond, w Nowej Zelandii. Składa się on z około czterech etapów.

## Historia
| Nr   | Rok  | Zwycięzca             | Zwyciężczyni    |
| ---- | ---- | --------------------- | --------------- |
| I    | 2003 | Matthew-Bernard Yates |                 |
| II   | 2005 | Heath Blackgrove      |                 |
| III  | 2006 | Hayden Roulston       |                 |
| IV   | 2007 | Heath Blackgrove      | Serena Sheridan |
| V    | 2008 | Jeremy Jates          | Serena Sheridan |
| VI   | 2009 | Jeremy Jates          | Serena Sheridan |
| VII  | 2010 | Hayden Roulston       |                 |
| VIII | 2011 | Andy Hagan            |                 |
| IX   | 2012 | Michael Vink          | Linda Willumsen |